# Pavel Dacjuk
Pavel Valer'evič Dacjuk (in russo Павел Валерьевич Дацюк?; traslitterazione anglosassone Pavel Valerievich Datsyuk; Ekaterinburg, 20 luglio 1978) è un hockeista su ghiaccio russo.
Attaccante, attualmente è sotto contratto in KHL con l'Avtomobilist Ekaterinburg. Ha giocato 14 stagioni con i Detroit Red Wings, nella National Hockey League. Per ben quattro volte ha vinto il Lady Byng Memorial Trophy e per tre volte il Frank J. Selke Trophy, aggiudicandosi una volta anche l'NHL Plus/Minus Award. È membro del Triple Gold Club, dato che ha vinto la Stanley Cup con i Detroit Red Wings nel 2002 e nel 2008, il campionato mondiale di hockey su ghiaccio nel 2012 e la medaglia d'oro ai Giochi olimpici nel 2018. 

## Carriera

### Caratteristiche di gioco
Giocatore two-way, è capace di giocare in entrambi i ruoli in attacco (centro e ala), ma il suo ruolo originario è quello di centro. È soprannominato "The Magic Man" per le sue giocate spettacolari e fantasiose. Le sue caratteristiche tecniche, l'ottimo stickhandling, il pattinaggio fluido ed elegante, l'enorme attenzione in ogni aspetto offensivo e difensivo del gioco, le abilità nel passaggio, il suo equilibrio e la sua versatilità a tutto campo lo hanno reso uno dei migliori attaccanti difensivi della NHL e del mondo, capacità e caratteristiche riconosciutegli più volte dagli esperti e grazie a numerosi trofei vinti, di squadra e individuali. 

### Club
Comincia nella Russian Super League vestendo la maglia della Dinamo Ekaterinburg; nel 1998 si dichiara eleggibile per il draft NHL e viene scelto come 171ª scelta dai Detroit Red Wings. Una volta scelto, tuttavia, rimase ancora in Russia con la Dinamo passando in seguito all'Ak Bars Kazan'. Ai Detroit Red Wings, nella NHL, arriva nella stagione 2001-2002, dove trova in rosa i connazionali Igor' Larionov e Sergej Fëdorov; alla sua prima stagione NHL contribuisce con 35 punti nella regular season, oltre e 3 goal e 3 assist nei play-off e vince la Stanley Cup 2002.
Ha partecipato all'NHL All-Star Game in quattro occasioni, 2004, 2008, 2009 e 2012. Nella stagione 2007-2008 mise a referto 97 punti in regular season, laureandosi il capocannoniere della sua squadra. Sempre nel 2008 ai play-off contribuisce con 23 punti e alla vittoria della sua seconda Stanley Cup.
Al termine della stagione regolare 2008-2009 Datsyuk si classificò al 4º posto nella classifica dei capocannieri della NHL, dietro soltanto a Malkin, Ovechkin e Crosby. Si laurea quindi nuovamente capocannoniere della squadra, e nuovamente con 97 punti (32 goal e 65 assist), eguagliando il suo massimo in carriera.
Nelle due stagioni interrotte dal lockout, quelle 2004-05 e 2012-13 decise di ritornare in patria: la prima volta con la Dinamo Mosca vincendo il titolo nazionale, la seconda volta con i rivali del CSKA. Dal 2006 al 2016 è stato uno dei capitani alternativi dei Detroit Red Wings.
Il 6 aprile del 2007 ha firmato un contratto che lo lega ai Red Wings per 7 anni, nel quale guadagnerà 46.9 milioni di dollari americani.
La stagione 2009-10 si conclude con 70 punti raccolti in stagione regolare, ancora una volta miglior marcatore della squadra assieme ad Henrik Zetterberg. Alla fine dell'annata si aggiudicò il Frank J. Selke Trophy per il terzo anno consecutivo.
Ha fatto ritorno in patria per la stagione 2012-2013, giocata in KHL col CSKA Mosca, ma è poi tornato a Detroit, dov'è rimasto per tre stagioni, fino al 2016, quando è tornato in KHL, questa volta con lo SKA S. Pietroburgo.

### Nazionale
Dal 2001 è stabilmente nel giro della nazionale russa di hockey su ghiaccio, con la quale ha partecipato a tutti gli eventi più importanti da allora, conquistando il bronzo alle Olimpiadi di Salt Lake City 2002. Ha inoltre preso parte anche all'Olimpiade di Vancouver 2010, dove i russi uscirono sconfitti dai canadesi, poi campioni. Sempre durante lo stesso anno, eliminati i Red Wings dai playoff NHL, Datsyuk ha raggiunto la nazionale al mondiale: in 6 partite sigla 6 goal e 1 assist (7 punti), ma la Russia perde in finale contro la Repubblica Ceca 1-2. Datsyuk viene tuttavia incluso nell'All-Star Team del campionato mondiale.
Con la sua nazionale ha vinto il campionato mondiale nel 2012 e l'oro olimpico a Pyeongchang 2018: in quest'ultima edizione partecipa non in quanto membro della selezione russa, bensì come membro della seleziona nota con il nome Atleti Olimpici dalla Russia. Queste due medaglie d'oro gli permettono di entrare a far parte del Triple Gold Club.

## Palmarès

### Club
- Stanley Cup: 2

Detroit: 2001-2002, 2007-2008
- Superliga: 1

Dinamo Mosca: 2004-2005
- Coppa Gagarin: 1

SKA S. Pietroburgo: 2016-2017

### Nazionale
- Campionato mondiale di hockey su ghiaccio: 1

Svezia-Finlandia 2012
- Giochi olimpici invernali:
  -  Pyeongchang 2018
  -  Vancouver 2010

### Individuale
- Frank J. Selke Trophy: 3

2007-2008, 2008-2009, 2009-2010
- Lady Byng Memorial Trophy: 4

2005-2006, 2006-2007, 2007-2008, 2008-2009
- NHL Plus/Minus Award: 1

2007-2008
- NHL Second All-Star Team: 1

2008-2009
- NHL All-Star Game: 4

2004, 2008, 2009, 2012
- KHL All-Star Game: 1

2013
- MVP della Superliga: 1

2004-2005
- Campionato mondiale di hockey su ghiaccio All-Star Team: 1

Germania 2010
- Miglior attaccante del Campionato mondiale di hockey su ghiaccio: 1

Germania 2010
- Miglior +/- del Campionato mondiale di hockey su ghiaccio: 1

Austria 2005